# Juhan Parts
Juhan Parts (Tallinn, 27 augustus 1966) is een Estisch politicus.

## Loopbaan
Parts heeft rechten gestudeerd aan de Universiteit van Tartu.
Parts was politiek leider van Res Publica, een partij die als belangrijkste thema's de bestrijding van criminaliteit en corruptie had. Daarnaast was toetreding tot de EU en de NAVO speerpunt van het beleid. Dit gold echter voor alle partijen in Estland. Res Publica won samen met de Centrumpartij (Keskerakond) de verkiezingen van 2 maart 2003. Juhan Parts werd door president Arnold Rüütel benoemd om een regering te vormen.
Het kabinet-Parts werd op 10 april 2003 beëdigd. Tijdens zijn zittingsperiode trad Estland toe tot de NAVO en de Europese Unie. Partijgenoot Ken-Marti Vaher was minister van Justitie. Zijn plan om met een quotasysteem voor de vervolging van ambtenaren de corruptie aan te pakken, stuitte op veel kritiek en leidde tot een geslaagde motie van wantrouwen in de Riigikogu. Parts, die het plan van Vaher steunde, besloot hierna zelf ook op te stappen. Hij werd op 12 april 2005 opgevolgd door Andrus Ansip. Parts was minister van Economische Zaken en Communicatie in het tweede kabinet (2007–2011) en derde kabinet (2011–2014) van Ansip.
In december 2016 werd Parts gekozen als de Estische vertegenwoordiger in de Europese Rekenkamer. Hij volgde daar Kersti Kaljulaid op, die twee maanden eerder president van Estland was geworden. Parts bekleedde de functie gedurende zes jaar (van 1 januari 2017 tot en met 31 december 2022) en werd afgelost door Keit Pentus-Rosimannus.

## Persoonlijk leven
Parts is gescheiden en heeft twee kinderen. Hij speelt voetbal bij de club FC Toompea uit Tallinn.
- Gemeinsame Normdatei: 1225795788
- Virtual International Authority File: 2344149544577800490004